# Marian Cieślak
Marian Cieślak (ur. 18 października 1921 w Mogilnie, zm. 6 lutego 2010 w Gdańsku) – polski prawnik, profesor nauk prawnych, autor kilkuset publikacji z zakresu prawa i postępowania karnego.

## Życiorys
Studia prawnicze rozpoczął w Poznaniu, a w 1946 przeniósł się na Uniwersytet Jagielloński i ukończył je rok później. W 1949 zdał egzamin sędziowski, a w 1950 obronił rozprawę doktorską Kara. Istota – cel – uzasadnienie, którą napisał pod kierunkiem prof. Władysława Woltera. Po doktoracie został zastępcą profesora, a w 1954 otrzymał stopień docenta i został kierownikiem Katedry Postępowania Karnego. W 1958 otrzymał tytuł profesora nadzwyczajnego. W 1967 uzyskał tytuł profesora na podstawie monografii Nieważność orzeczeń w procesie karnym PRL.
W 1965 został dziekanem Wydziału Prawa i Administracji Uniwersytetu Jagiellońskiego. Do rezygnacji z tej funkcji został zmuszony po wydarzeniach marcowych w 1968. W 1969 Komitet Uczelniany PZPR postanowił, że dyrektorem nowo utworzonego Instytutu Prawa Karnego nie zostanie prof. Cieślak, lecz doc. Kazimierz Buchała. Po negatywnej ocenie kolokwium habilitacyjnego jego małżonki, dr Alicji Kędzierskiej-Cieślak, prof. Marian Cieślak zrezygnował z pracy na Uniwersytecie Jagiellońskim i przeniósł się w 1973 na Uniwersytet Gdański. Do 1992 kierował tam Zespołową Katedrą Prawa i Postępowania Karnego.
W latach 1980–1981 oraz 1987–1992 był członkiem komisji opracowujących nowe kodyfikacje karne, a od 1990 przewodniczącym polskiej sekcji AIDP.
Zmarł 6 lutego 2010 w wieku 88 lat. 11 lutego został pochowany na cmentarzu Witomińskim (kwatera 61-75-11).

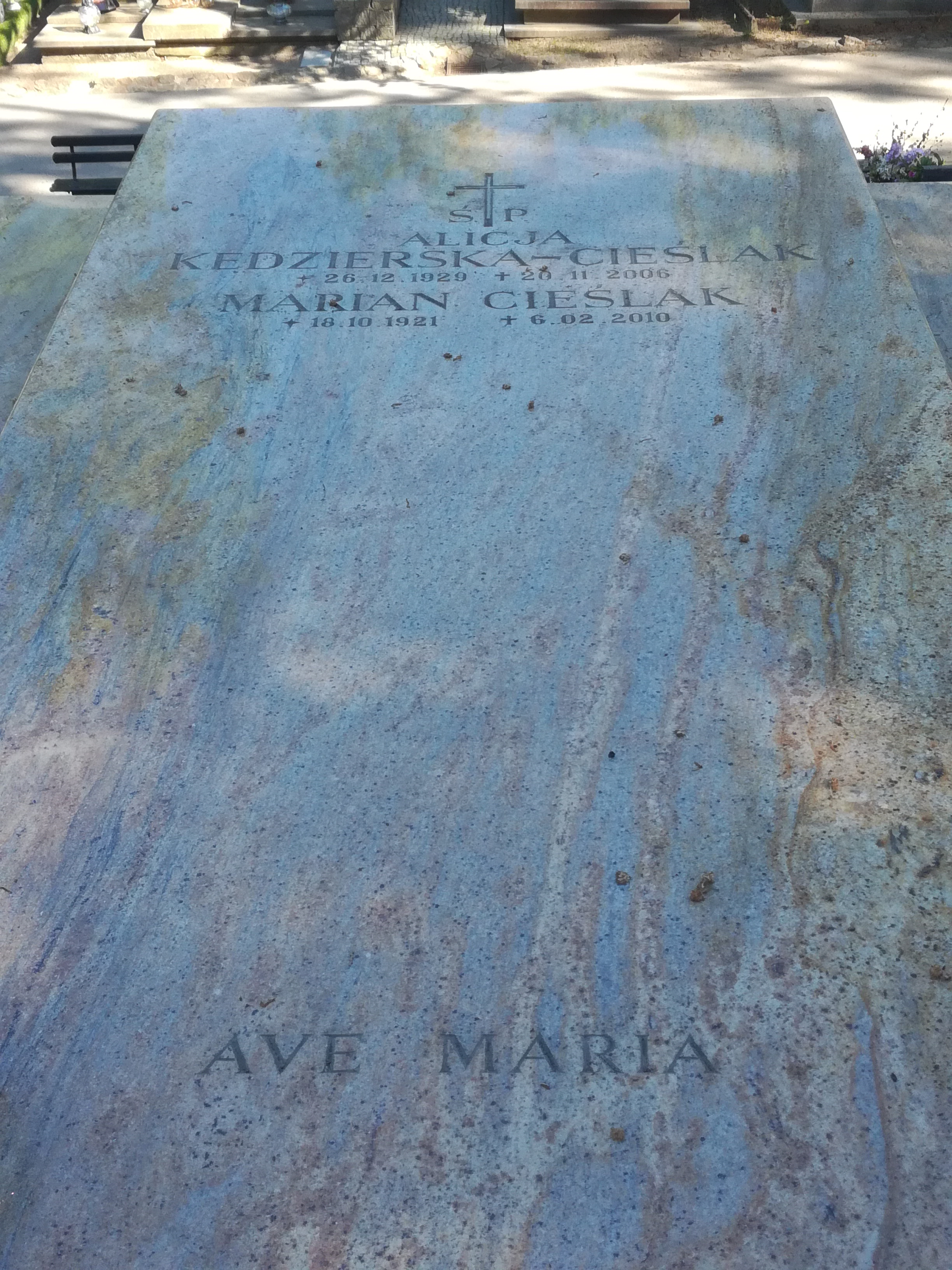
Grób Mariana Cieślaka i Alicji Kędzierskiej-Cieślak na cmentarzu Witomińskim

Jego synem jest Wojciech Cieślak, również karnista.

## Wyniki wyborcze
| Wybory | Komitet wyborczy | Komitet wyborczy                      | Organ            | Okręg | Wynik       |
| ------ | ---------------- | ------------------------------------- | ---------------- | ----- | ----------- |
| 1993   |                  | Katolicki Komitet Wyborczy „Ojczyzna” | Sejm II kadencji | nr 11 | 879 (0,16%) |

## Noty biograficzne
- Stanisław Waltoś, Marian Cieślak (1921–2010), Państwo i Prawo 2010, z. 5, s. 107–111.